# Митин Ицхак (Владимир)
Владимир Петрович (Ицхак) Митин — еврейский общественный и религиозный деятель в Риге (последнее десятилетие XX века).
Родился 10 апреля 1945 года в русской семье. Его мать Зинаида родом из Архангельской области. Отец был офицером КГБ, которого прислали в Латвию для борьбы с антисоветским латышским партизанским движением.
Владимир вырос в Риге, окончил школу, конфликтовал с отцом на идеологической почве и стал участвовать в диссидентском движении, впоследствии вошёл в рижскую сионистскую группу. В 1987 году эмигрировал с семьёй (жена и две дочери) в Израиль по израильской визе, которая была выдана Митиным благодаря тому, что супруга Владимира Жанна по отцовской линии имеет еврейских предков.
В Израиле прошёл гиюр, получил еврейское имя Ицхак и стал студентом русскоязычной йешивы «Швут Ами» в Иерусалиме. Прошли гиюр также его жена и дочери. В 1989 году Ицхак Митин вернулся в Ригу в качестве еврейского религиозного эмиссара. Вскоре после своего возвращения в Ригу он открыл бейт-мидраш — учебное заведение по изучению Торы. Митин приобщил к иудаизму многих молодых евреев Риги, и благодаря его усилиям более 20 рижских евреев полностью изменили образ жизни и стали ортодоксально-религиозными.
Умер Ицхак Митин 23 июля 2000 года в Риге. Похоронен в Иерусалиме на кладбище «Ар а-менухот».